# Wegkreuz (Hausen, Rodweg)

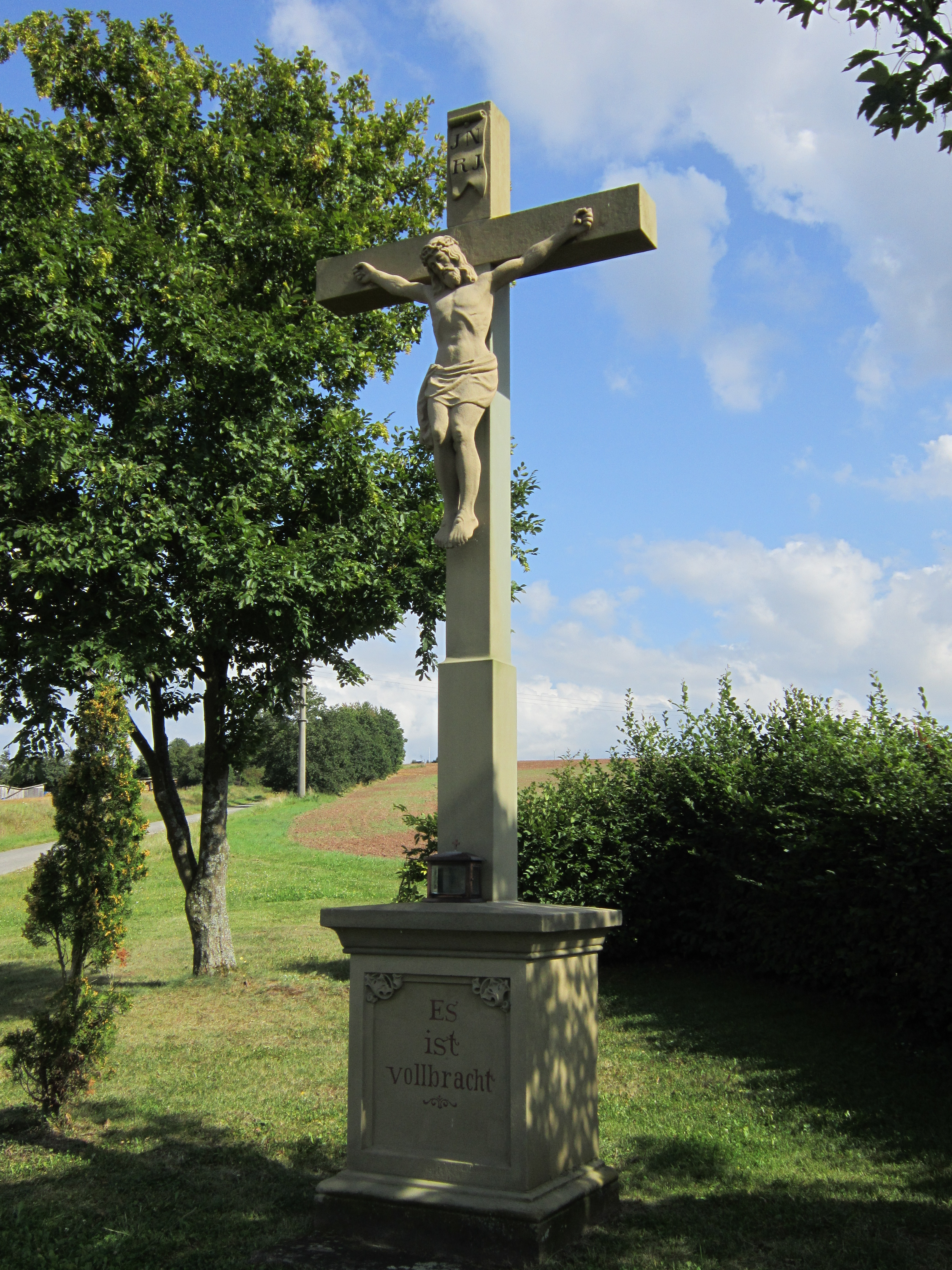
Kruzifix, Rodweg, Hausen

Das Wegkreuz mit der Adresse Rodweg befindet sich in Hausen, einem Stadtteil von Bad Kissingen, der Großen Kreisstadt des unterfränkischen Landkreises Bad Kissingen. Er gehört zu den Bad Kissinger Baudenkmälern und ist unter der Nummer D-6-72-114-377 in der Bayerischen Denkmalliste registriert.

## Beschreibung
Das Kruzifix besteht aus Sandstein und stammt aus dem Jahr 1887.
Der Tischsockel ist 110 cm hoch und verfügt über einen breiteren Basisstein, in den der Name des Steinmetzes eingemeißelt ist:

„Engelbert Hümler in Nüdlingen“

und eine überstehende Abdeckplatte. Die Inschrift auf der Vorderseite des Sockels lautet:

„Es ist vollbracht“

Der 350 cm hohe Kreuzstamm ist an der unteren Partie verstärkt. Hier zeigt die Rückseite die eingemeißelte Jahreszahl „1887“. Über dem lebensgroßen Korpus ist der Kreuztitel angebracht. Im Jahr 1974 wurde das Kruzifix restauriert.